# Międzynarodowy Festiwal Teatralny „Konfrontacje”
Festiwal Konfrontacje Teatralne – festiwal teatralny odbywający się od 1996 roku w Lublinie, organizowany przez Centrum Kultury w Lublinie. Prezentuje dokonania zarówno teatrów alternatywnych, jak i tradycyjnych. Jest uznawany za jeden z najbardziej znaczących wydarzeń kulturalnych w regionie. Program skupia się wokół idei konfrontacji różnych form, tradycji teatralnych i sposobów rozumienia teatru, wywodzących się z różnych środowisk i regionów, a także prezentowanie dokonań najciekawszych osobowości teatralnych polskiej i światowej sceny.

## Twórcy festiwalu
Do odrodzenia się festiwalu w nowej formie przyczynili się twórcy związani z lubelskim środowiskiem teatralnym: Janusz Opryński (Teatr Provisorium), Cezary Karpiński (Teatr im. J. Osterwy w Lublinie), Leszek Mądzik (Scena Plastyczna KUL), Tomasz Pietrasiewicz (Teatr NN), Włodzimierz Staniewski (OPT Gardzienice) i Aleksander Szpecht (Centrum Kultury w Lublinie).

## Historia
Lubelskie Konfrontacje Teatralne sięgają do bogatej tradycji festiwali teatralnych w Lublinie. Nawiązują m.in. do Lubelskiej Wiosny Teatralnej – odbywającego się w latach 60. i 70. XX wieku popularnego festiwalu stworzonego przez Andrzeja Rozhina i Teatr Gong 2 oraz ludzi związanych ze środowiskiem studenckim skupionym wokół Chatki Żaka (patrz: UMCS) Konfrontacji Młodego Teatru.

### Początki i okres komisaryczny.
W styczniu 1996, z inicjatywy reżysera i dyrektora Teatru Provisorium Janusza Opryńskiego powołano Radę Programową nowej odsłony Festiwalu. W jej skład, oprócz Opryńskiego weszli: Cezary Karpiński (ówczesny dyrektor Teatru im. J. Osterwy w Lublinie), Leszek Mądzik (twórca Sceny Plastycznej KUL), Tomasz Pietrasiewicz (twórca Teatru NN), Włodzimierz Staniewski (twórca OPT Gardzienice) i Aleksander Szpecht (dyrektor Centrum Kultury w Lublinie). Dyrektorem Festiwalu został Janusz Opryński. Celem postawionym przez Radę było konfrontowanie dokonań lubelskiego środowiska teatralnego z osiągnięciami zespołów z innych ośrodków w Polsce oraz prezentację najciekawszych nurtów w teatrze światowym. Pierwsza pełna nazwa Festiwalu brzmiała Międzynarodowy Festiwal Teatralny w Lublinie „Konfrontacje Teatralne”.
Początkowo kolejne edycje miały charakter komisaryczny, każdy z członków Rady proponował swoją wizję festiwalu i wybierał uczestniczących artystów. W kolejnych latach byli to odpowiednio Opryński (1996, 1999), Staniewski (1997, 2002), Mądzik (1998, 2003). Opryński podkreślał więź z teatrami wyrastającymi ze studenckiego ruchu i zaangażowanymi społecznie. Włodzimierz Staniewski starał się zgromadzić zespoły w nurcie antropologicznym, Leszek Mądzik zapraszał do Lublina bogatą reprezentację teatru plastycznego.

### Edycje z hasłem wywoławyczym
Od roku 1999 Opryński przyjął rolę dyrektora artystycznego i odpowiedzialność za program Festiwalu. Od czwartej edycji nazwa Festiwalu została skrócona do Międzynarodowy Festiwal „Konfrontacje Teatralne”. Od tego roku główną osią tematyczną była konfrontacja teatrów ze Wschodu i Zachodu, a program był porządkowany wokół haseł wywoławczych. Były to m.in. prezentacja teatru litewskiego (2000), teatry „dwóch mocarstw”, czyli Rosji i Stanów Zjednoczonych (2002); w 2004 wydarzenia Festiwalu były poświęcone obchodom Roku Gombrowicza; w 2008 zaproszono teatry zajmujące się tematyką żydowską.
W latach 2009–2011 program współtworzyła Agnieszka Lubomira Piotrowska, w tym czasie w centrum programy znalazły się teatry rosyjskie oraz pochodzące z byłych republik ZSRR (m.in. Gruzja, Ukraina, Białoruś). W roku 2010, z okazji XV edycji Festiwalu, przypomniano teatry znane z wcześniejszych edycji. Od tego samego roku skrócono nazwę do Festiwal Konfrontacje Teatralne, a główny program festiwalu został uzupełniony o „show case lubelski”, czyli prezentację lubelskiego środowiska teatralnego.
W 2011 Festiwal był częścią Programu Kulturalnego Polskiej Prezydencji w UE.

### Edycje przygotowywane przez kuratorów
W latach 2013–2017 kuratorami Festiwalu byli Grzegorz Reske i Marta Keil. Skupili się na nowym języku teatru i ruchu performatywnego oraz prezentowaniu młodych polskich reżyserów, którzy stawiają pytania o role i obowiązki artystów. Wśród nich znaleźli się istotni twórcy tacy jak Anna Karasińska, Weronika Szczawińska czy Wojtek Ziemilski. Każdej edycji towarzyszyło hasło przewodnie i związane z nim nurty tematyczne, takie jak teatr/demokracja, kapitalizm/postindustrializm czy prezentacja grupy nowojorskich performerek.
W roku 2017 Festiwal był częścią programu kulturalnego obchodów 700. lecia Miasta Lublin, a w programie znalazła się silna reprezentacja lubelskich twórców, m.in. Leszek Mądzik czy Łukasz Witt-Michałowski.

### Wydarzenia towarzyszące
Każdego roku (do XVI edycji) plakat Konfrontacji Teatralnych przygotowywał specjalnie zaproszony wybitny plastyk. Wśród autorów znaleźli się, m.in.: Jan Jaromir Aleksiun, Leszek Mądzik, Jarosław Koziara, Jan Gryka, Aleksandra Laska, Robert Kuśmierowski, Mikołaj Smoczyński, rosyjska grupa Niebieskie Nosy.
Dzięki współpracy z innymi lubelskimi instytucjami spektakle teatralne prezentowane są nie tylko w salach Centrum Kultury w Lublinie (siedziba Festiwalu), ale również w Teatrze im. Juliusza Osterwy w Lublinie, halach Międzynarodowych Targów Lubelskich, Centrum Spotkania Kultur w Lublinie oraz innych przestrzeniach nie teatralnych aranżowanych specjalnie na potrzeby Festiwalu. Dzięki takim inicjatywom w Lublinie po raz pierwszy zaprezentowano spektakle takie jak „(A)Pollonia” Nowego Teatru, „When the Mountain Changed Its Clothing” Heinera Goebbelsa czy „Plac Bohaterów” Krystiana Lupy z Litewskiego Teatru Narodowego w Wilnie.
Oprócz programu głównego festiwal wzbogacony jest o imprezy towarzyszące takich jak pokazy filmów, czytania performatywne, spektakle plenerowe, koncerty, sesje naukowe i spotkania. Festiwal prowadzi własną działalność publikacyjną, wydając książki związane z tematyką festiwali, m.in. prace Dragana Klaića czy profesora Cezarego Wodzińskiego. Konfrontacje są koproducentem spektakli polskich i zagranicznych prezentowanych w ramach Festiwalu i na całym świecie. Wśród tych produkcji znalazła się „Nasza klasa” Tadeusza Słobodzianka / Teatru Dramatycznego w Warszawie oraz spektakle międzynarodowych kolektywów: Gob Squad (Niemcy), She She Pop (Niemcy), Agrupación Señor Serrano (Katalonia) czy Agaty Maszkiewicz/Vincenta Trimarche.

## Edycje

### Rok 1996
Udział:
- Timu-Na Holon (Izrael); (spektakl: „Martwe godziny”)
- Yuko Senga (Japonia); (spektakl: „Kronika rzeczy dawnych”)
- Derevo (Rosja); (spektakle: „Czerwona strefa” i „Południe. Granica.”)
- The Shamans (Węgry); (spektakl: „Amine”)
- Teatr Cogitatur, Katowice; (spektakl: „Il fondo d’oro”)
- Teatr im. J. Osterwy, Lublin; (spektakle: „Gwiazda”, „Końcówka” i „Antygona”)
- Teatr Biuro Podróży, Poznań; (spektakl: „Carmen Funebre. Pieśń żałobna”)
- Teatr Scena 6, Lublin; (spektakl: „Heretycka symfonia”)
- Teatr im. A Tison, Żnin; (spektakle: „Ratujcie nasze dusze” i „Psalm”)
- Teatr Snów, Gdańsk; (spektakl: „Republika marzeń”)
- Kompania Teatr, Lublin (spektakl: „Celestyna”)
- Grupa Chwilowa i Teatr z Lublina, Lublin; (spektakl: „Dom nad morzem”)
- Teatr NN, Lublin; (spektakl: „Ziemskie pokarmy”)
- Teatr Projekt, Lublin; (spektakl: „Sen”)
- Towarzystwo Wierszalin Teatr, Supraśl; (spektakl: „Głup”)
- Ośrodek Praktyk Teatralnych Gardzienice, Gardzienice; (spektakle: „Carmina Burana” i „Awwakuma”)
- Teatr Cinema, Michałowice; (spektakl: „I nie mówię tu o miłości”)
- Akademia Ruchu, Warszawa; (spektakle: „Sieć” i „Piosenka”)
- Scena Plastyczna KUL, Lublin; (spektakl: „Szczelina”)
- Teatr Dramatyczny, Warszawa; (spektakl: „Czekając na Godota”)
- Teatr Ósmego Dnia, Poznań; (spektakl: Tańcz, póki możesz”)

Nurt off:
- Studencki Teatr Prób (spektakle: „Ballada o guziku” i „Podwójny”)
- Teatr Wiczy; (spektakl: „Sarkazja”)
- Teatr Tańca AKT; (spektakl: „...z bliska”)

I edycji Międzynarodowego Festiwalu Teatralnego „Konfrontacje Teatralne” towarzyszyły liczne akcje promocyjne. Najwidoczniejszą z nich było opakowanie budynku Poczty Głównej. Autorem pomysłu był Leszek Mądzik, symboliczna paczka zaadresowana była do Konfrontacji Teatralnych, jej nadawcą zaś: Scena Plastyczna KUL
Nagrodę „Gazety Wyborczej” przyznano teatrowi Akademia Ruchu za plenerowy spektakl „Piosenka.” Wybór uzasadniono następującymi słowy: „Za odwagę i wysiłek nazywania naszej współczesności – za niezmienną od lat obecność, zaznaczoną również mocno na zakończonym właśnie lubelskim festiwalu. Także za obecność Akademii Ruchu na ulicach naszych miast, gdzie nie wdzięczy się do nas, nie kokietuje a raczej usiłuje, dotyka, zaczepia, wytrąca z samozadowolenia. Być może teatr kierowany przez Wojciecha Krukowskiego jest dzisiaj jedynym teatralnym barometrem, który mierzy ciśnienie społeczne”
- Gazeta w Lublinie/Gazeta Wyborcza 15.10.1996

### Rok 1997
Udział:
- Teatr Scena 6, Lublin
- Ośrodek Praktyk Teatralnych Gardzienice, Gardzienice
- Teatr im. Juliusza Osterwy w Lublinie, Lublin
- Teatr Provisorium i Kompania Teatr, Lublin
- Teatr Projekt, Lublin
- Scena Plastyczna KUL, Lublin
- Tragon, Lublin
- Teatr z Lublina, Lublin
- Studium Teatralne, Warszawa
- Teatr Wiejski Węgajty, Węgajty
- Cinema, Michałowice
- Teatr Ognia i Papieru, Poznań
- Onyf Veg, Dania
- Stella Polaris, Norwegia
- Teatr Narodowy w Kijowie, Ukraina
- Centro Teatrale Pontadera, Włochy
- Earthfall Dance Theatre, Wielka Brytania
- Beliashe Theatre, Francja
- Otha Shogo Theatre, Japonia
- Double Edge, USA
- Tanto, Austria
- Beit Lessin, Izrael
- Studio Kadmus, USA

### Rok 1998
Udział:
- Scena Plastyczna KUL, Lublin
- Teatr im. Juliusza Osterwy w Lublinie, Lublin
- Teatr Provisorium i Kompania Teatr, Lublin
- Grupa Chwilowa, Lublin
- Ośrodek Praktyk Teatralnych Gardzienice, Gardzienice
- Cinema, Michałowice
- Porywacze Ciał, Poznań
- Teatr Studio, Warszawa
- Akademia Ruchu, Warszawa
- Cogitatur, Katowice
- Teatr Ósmego Dnia, Poznań
- Teresa Budzisz-Krzyżanowska, Warszawa
- Ariel, Kraków
- Biuro Podróży, Poznań
- Pan Pan, Irlandia
- Dondoro, Japonia
- Derevo, Rosja/Niemcy
- Teatr Dramatu Rosyjskiego, Łotwa
- Poesie Polar, Niemcy
- Omski Teatr Dramatyczny, Rosja

III edycji Festiwalu towarzyszyły liczne wydarzenia. Do najważniejszych należą: wystawa scenografii Andrzeja Kreütz-Majewskiego „Idea-Żywioł-Forma” w przestrzeniach Teatru w Budowie; wystawa projektów graficznych Leszka Mądzika; koncert Józefa Skrzeka; spotkanie autorskie z Tadeuszem Różewiczem; program koncertów pod nazwą Festiwalowe Variétés opracowany przez Igora Jaszczuka, odbywający się w Kawiarni Artystycznej „Hades”. Odbyły się także sesje naukowe: „Czy sztuka jest do zbawienia człowiekowi koniecznie potrzebna”, Międzynarodowe Seminarium Teatralne „Poza Teatrem” z udziałem krytyków teatralnych z Nowej Jugosławii, Słowenii, Rumunii, Malty, Włoch, USA i Polski.

### Rok 1999
Udział:
- Teatr Provisorium i Kompania Teatr, Lublin
- Teatr Lalki i Aktora im. Hansa Christiana Andersena, Lublin
- Teatr Projekt, Lublin
- Akademia Ruchu, Warszawa
- Porywacze Ciał, Poznań
- Biuro Podróży, Poznań
- Teatr Wierszalin, Supraśl
- Teatr Studio, Warszawa
- Daisuke Yoshitnoto, Japonia
- Studio Theatrum, Estonia
- Teatr Narodowy im. Iwana Franki, Ukraina
- Tanto, Austria
- Stella Polaris Norwegia
- Daska, Chorwacja
- Teatr Laboratorium SFUMATO, Bułgaria

### Rok 2000
Udział:
- Teatr Projekt, Lublin
- Teatr z Lublina, Lublin
- Teatr im. Juliusza Osterwy w Lublinie, Lublin
- OPT Gardzienice, Gardzienice
- Teatr Lalki i Aktora im. Hansa Christiana Andersena, Lublin
- Teatr Kana, Szczecin
- Porywacze Ciał, Poznań
- Teatr Montownia, Warszawa
- Studio Teatralne Koto, Warszawa
- Teatr Ósmego Dnia, Poznań
- Teatr Nowy, Łódź
- Teatr Studio, Warszawa
- Qi Shu Fang's Company, Chiny/USA
- The Pig Iron Company, USA
- Atsushi Takenouchi, Japonia
- BlackSKYwhite, Rosja
- Teatr Mały (Wilno), Litwa
- Iwano-Frankowski Ukraiński Muzyczno-Dramatyczny Teatr Obwodowy im. Iwana Franki, Ukraina
- Gliukai, Litwa
- Teatr Oskarasa Korsunovasa, Litwa
- De Ondememing, Belgia
- Teatr w Koszyku, Ukraina
- The Riverside Ensamble, USA
- Teatr 36 zł, Łódź
- Teatr Wiczy, Toruń
- Komuna Otwock, Otwock
- Teatr Międzymiastowa, Rzeszów/Warszawa
- Konsekwentnie Niekonsekwentni, Warszawa

### Rok 2001
Udział:
- Teatr im. Juliusza Osterwy w Lublinie, Lublin
- Teatr Provisorium i Kompania Teatr, Lublin
- OPT Gardzienice, Gardzienice
- Teatr z Lublina, Lublin
- Scena Plastyczna KUL, Lublin
- Teatr NN, Lublin
- Teatr Polski w Poznaniu, Poznań
- Stowarzyszenie Mandala, Kraków
- Akademia Ruchu, Warszawa
- Cinema, Michałowice
- Okno, Supraśl
- Cogitatur, Katowice
- Biuro Podróży, Poznań
- Alexej Merkushev, Rosja/Niemcy
- Margo Lee Sherman, USA
- Brzeski Teatr Dramatu i Muzyki, Białoruś
- Teatr Narodowy im. J. Kupały, Białoruś
- Pan Pan, Irlandia
- Meno Fortas, Litwa
- Teatr Międzymiastowa, Warszawa/Kraków
- Brama, Goleniów
- Stajnia Pegaza, Elbląg
- Teatr Prawd Dziwnych
- Ivo Partizan
- Rondo, Słupsk
- The Riverside Ensemble, USA
- Gruvekompaniet, Norwegia/Dania

### Rok 2002
Udział:
- Studium Teatralne, Warszawa
- Teatr Tanto, Austria
- Czelabiński Teatr Tańca Współczesnego, Rosja
- Teatr im. J. Osterwy, Lublin
- Teatr z Lublina, Lublin
- Teatr Wiejski Węgajty, Polska
- Ann Karin Myklebostad, Norwegia
- Studio Kadmus, USA
- Teatr Provisorium i Kompania „Teatr”
- Pieśń Kozła, Wrocław
- Grupa Richarda Schechnera, USA
- La Pocha Nostra, USA
- Centrum Meyerholda, Rosja
- Ośrodek Praktyk Teatralnych „Gardzienice”
- The Electronic Disturbances Theatre, USA
- Double Edge, USA
- Teatr Tień, Rosja
- Teatr Formalny, Rosja
- Teatr NN, Lublin
- Playwrights' Arena, USA
- Pracownia Teatralna, Lublin

### Rok 2003
Udział:
- Teatr Ósmego Dnia, Poznań
- Scena Plastyczna KUL, Lublin
- Teatr im. Juliusza Osterwy w Lublinie, Lublin
- Caixa de Imagenes, Brazylia
- Teatr Kana, Szczecin
- Teatr Altosof, Wenezuela
- Grupa Teatralna Bez Ziemi, Białystok
- Cogitatur, Katowice
- Teatr z Grodna, Białoruś
- Derevo, Rosja/Niemcy
- Atsushi Takenouchi, Japonia
- Teatr Polski, Poznań
- Birute Mar, Litwa
- Teatr Oskarasa Korsunovasa, Litwa

### Rok 2004
Odbywały się w ramach roku Gombrowiczowskiego.
Udział:
- Mladinsko Theatre, Słowenia
- Pig Iron Theatre USA
- La Machine Theatre, Francja
- Musik der Jahrhunderte Theatre, Niemcy
- Teatr Narodowy im. J. Kupały, Białoruś
- Teatr Oskarasa Korsunovasa Litwa
- ARPAAAD Film Theatre, Włochy
- Scena Theatre, USA
- Otrajekt Theatre, Niemcy
- Teatr Dramatyczny w Warszawie, Warszawa
- Teatr im. Juliusza Osterwy w Lublinie, Lublin
- Teatr Provisorium i Kompania Teatr
- Porywacze Ciał, Poznań
- Teatr Bagatela, Kraków
- Teatr Studio, Warszawa
- Teatr im. Wilama Horzycy w Toruniu, Toruń
- Teatr Narodowy, Warszawa
- Alina Czyżewska, Warszawa
- Teatr Korez, Katowice
- Teatr Polski w Poznaniu, Poznań
- Teatr Polski (Wrocław), Wrocław
- Kwartet A2, Warszawa
- Lubelski Teatr Tańca i Grupa Tańca Współczesnego Politechniki Warszawskiej, Lublin/Warszawa

### Rok 2005
Udział:
- Teatr Muzyki i Dramatu, Białoruś
- Teatr Pappa Tarahumara, Japonia
- Komuna Otwock, Polska
- Teatr Meno Fortas, Litwa
- Teatr Dramatu Białoruskiego, Białoruś
- Tadeusz Sławek i Bogdan Mizerski, Katowice
- Dom Służebny, Nadrzecze
- Teatr im. J. Osterwy, Lublin
- Teatr Tanto, Austria
- Teatr Realistyczny, Skierniewice
- Teatr Attis, Grecja
- Teatr Provisorium i Kompania „Teatr”
- Teatr Biuro Podróży, Poznań
- Teatr Derevo, Rosja / Niemcy
- Ośrodek Praktyk Teatralnych Gardzienice
- Teatr Korez, Katowice
- Teatr Dramatyczny, Wałbrzych
- Scena Plastyczna KUL
- Stella Polaris, Norwegia
- Adam Ferency, Olgierd Łukaszewicz, Jan Peszek, Maria Peszek, Witold Mazurkiewicz

### Rok 2006
Udział:
- Laboratorium Dramatu, Warszawa
- Teatr Oyfn Veg, Dania
- Śląski Teatr Tańca
- Daisuke Yoshimoto, Japonia
- Narodowy Teatr im. Janka Kupały, Białoruś
- Teatr Subito, Meksyk
- Teatr Wytwórnia, Warszawa
- Teatr Polonia, Warszawa
- Teatr im J. Osterwy, Lublin
- Teatr Ósmego Dnia, Poznań
- Teatr Tańca Nai-Ni Chen, Chiny / USA
- Scena Plastyczna KUL, Lublin
- Teatr im. H. Modrzejewskiej, Legnica
- Studio Teatralne Koło, Warszawa
- Teatr.doc, Rosja
- Teatr Office Box, Warszawa
- Teatr Rozmaitości, Warszawa
- Teatr im. W. Horzycy, Toruń
- Pracownia Maat Projekt, Lublin

Wydarzenia towarzyszące, m.in.: w cyklu „Jak żyć” projekt Filozofia na ulicy, cytaty wybrane przez profesora Tadeusza Gadacza prezentowane w przestrzeniach miejskich ; „Dramat nieobecny” – Czytania współczesnego dramatu białoruskiego; instalacja artystyczna Roberta Kuśmirowskiego „WaterfraM”.

### Rok 2007
Udział:
- Centrum Dramaturgii i Reżyserii, Moskwa
- Teatr Dramatu i Muzyki, Brześć
- Teatr im. J. Osterwy, Lublin
- Teatr Satyry na Wasiljewskiej, Petersburg
- Teatr Wolny, Mińsk / Wielka Brytania
- Pracownia MAAT Projekt i Limen, Lublin
- Teatr im. S. Jaracza, Olsztyn
- Teatr im. H. Modrzejewskiej, Legnica
- Fundacja Kresy 2000
- In Source, Singapur
- Teatr Kameralny, Woroneż
- Teatr im. S. Jaracza, Łódź
- Teatr.doc, Moskwa
- Paweł Pabisiak, Warszawa
- Teatr Polski, Poznań
- Międzynarodowa Szkoła Muzyki Tradycyjnej, Lublin
- Studio Teatralne Koło, Warszawa

Wydarzenia towarzyszące, m.in.: „Tischner” Voo Voo i Trebunie-Tutki – spektakl poetycko-muzyczny; Teatr „Pod celą” – projekt teatralny zrealizowany w Areszcie Śledczym w Lublinie z udziałem osadzonych, w reż. Łukasza Witt-Michałowskiego; „Sztuka Dialogu. Żydzi Lubelscy” – prezentacja projektu Laboratorium Dramatu, Teatr NN w ramach projektu „Sztuka dialogu” Tadeusza Słobodzianka; dyskusja o nowej dramaturgii rosyjskiej; nadanie tytułu Honorowego Obywatela Miasta Lublin Ricie Gombrowicz.

### Rok 2008
Udział:
- Teatr Jeleniogórski im C.K. Norwida, Jelenia Góra
- Teatr Polski, Bielsko-Biała
- Teatr im. Juliusza Osterwy, Lublin
- Teatr Novogo Fronta, Czechy
- Ryski Teatr Dramatu Rosyjskiego, Łotwa
- Teatr „Stary Dom”, Rosja
- Seminar Hakibutz, Izrael
- The Ocean of Sugar, Izrael
- Scena Prapremier InVitro, Lublin
- Teatr Provisorium i Kompania „Teatr", Lublin
- Laboratorium Dramatu, Warszawa
- Teatr Satyry na Wasiliewskiej, Rosja
- Theatre Company Jerusalem, Izrael
- Teatr Albatross, Szwecja
- Van Dijck, Turbiasz & Dehollander, Belgia
- neTTheatre – Chorea / Łódź

Wydarzenia towarzyszące, m.in. sesja naukowa poświęcona dyskusji o sprawie relacji polsko–żydowskich; koncerty: Projekt Tikkun, Pink Freud, Horny Trees, kwartet Rogiński, Manetka, Kucharczyk, Moretti

### Rok 2009
Udział:
- Teatr Maat Projekt, Lublin
- Teatr Ilkhom, Uzbekistan
- Teatr Piosenki, Wrocław
- Teatr Nowy, Łódź
- Teatr Dramatyczny, Wałbrzych
- Teatr Polski, Bydgoszcz
- Teatr Praktika, Rosja
- Scena Prapremier InVitro, Lublin
- Republikański Teatr Dramatu Białoruskiego, Białoruś
- SounDrama Studio, Rosja
- Teatr Kameralny, Rosja
- Teatr Kana, Szczecin
- Daisuke Yoshimoto, Japonia
- Rubl, Rosja

Wydarzenia towarzyszące: w ramach Sceny Otwartej Konfrontacji Teatralnych odbyły się wykład z cyklu „Jak żyć? O transie – Dostojewski” profesora Cezarego Wodzińskiego; czytanie performatywne „Jesteś Bogiem. Paktofonika – bohaterowie czasów transformacji” Teatru Studio Warszawa; wystawa grupy Niebieskie Nosy w przestrzeni miasta.

### Rok 2010
Udział:
- Teatr Provisorium i Kompania „Teatr
- neTTheatre
- Justyna Jasłowska
- Scena Plastyczna KUL
- Scena Prapremier InVitro
- Teatr Centralny, Lublin
- Teatr im. J. Osterwy, Lublin
- Teatr Maat Projekt
- Nowy Teatr, Warszawa
- Teatr Ósmego Dnia, Poznań
- Laboratorium Dramatu, Warszawa
- Teatr Nikołaja Kolady, Rosja
- Centrum Dramatu i Reżyserii w Moskwie, Teatr.doc, Rosja
- Rosyjski Akademicki Teatr RAMT, Rosja
- Dogstar Theatre Company, Wielka Brytania
- Pig Iron Theatre Company, USA

### Rok 2011
Udział:
- ACTA-A Companhia de Teatro do Algarve, Portugalia
- Huun-Huur-Tu, Orkiestra Opus Posth – Suita Vladimira Martynova „Children of the Otter”
- Teatr im. H.Ch. Andersena, Lublin
- Teatr Maat Projekt, Lublin, Warszawa
- Karolina Porcari, Warszawa
- Teatr Ósmego Dnia, Poznań
- Teatr Provisorium, Lublin
- Teatr Ochoty, Warszawa
- neTTheatre i Grupa Coincidentia
- TR Warszawa
- Teatr Wolny, Białoruś / Wielka Brytania
- Scena Prapremier InVitro, Lublin
- Centrum Sztuki Współczesnej DAKH, Ukraina
- Teatr Dramatu i Muzyki Vaso Abashidze, Gruzja
- Teatr Dramatyczny im. J. Szaniawskiego, Wałbrzych
- Teatr Imka, Warszawa
- I, Culture Orchestra
- Teatr Praktika, Rosja
- Teatroterapia Lubelska, Lublin
- w nurcie Maat Festiwal „Peryferie ciała” – Marcin Janus, Barbara Bujakowska, Teatr Limen, Grupa Artystyczna Koncentrat, Irena Lipińska, Mikołaj Mikołajczyk, Anna Steller, Magdalena Jędra, Anna Steller, Adekada
- DachaBracha – koncert

Wydarzenia towarzyszące: spotkania z twórcami w cyklu Teatr Krytyczny, Muzyczne Konfrontacje Nocą

### Rok 2012
Udział:
- Teatr Arabesky, Rosja
- Teatr im. Heleny Modrzejewskiej, Legnica
- Teatr Post, Rosja
- Chór Kobiet, Warszawa
- Teatr Powszechny im. Zbigniewa Hübnera, Warszawa
- Teatr.doc, Rosja
- Teatr im. Jana Kochanowskiego, Opole
- Teatr im. Juliusza Osterwy, Lublin
- HOBO Art Foundation, Scena Prapremier InVitro, Teatr Polski w Bydgoszczy
- Teatr im. H. CH Andersena
- neTTheatre
- Artur Klinau – Mińsk. Miasto słońca
- Volha Hapeyeva vs Buben – koncert
- w nucie Maat Festiwal: Daisuke Yoshimoto, Teatr Maat Projekt, Teatr Nowy im. Kazimierza Dejmka

Wydarzenia towarzyszące: projekt zapaleni.org – spektakl „Sen nocy letniej” z udziałem osadzonych z Zakładu Karnego w Opolu Lubelskim; gala wręczenia nagrody im. prof. Zbigniewa Hołdy; premiera filmowa rejestracji Teatru Telewizji – Teatr Provisorium „Bracia Karamazow”; wykład z cyklu „Zagadka gościnności” – prof. Cezary Wodziński; spektakl świetlny kolektywu kilku.com na elewacji budynku Poczty Głównej w Lublinie; sentencje delfickie wybrane przez profesora Cezarego Wodzińskiego jako hasła przewodnie Festiwalu; Muzyczne Konfrontacje Nocą, Kino Konfrontacji.

### Rok 2013
Udział:
- Wojtek Ziemilski
- The Curator’s Piece / Tea Tupajić & Petra Zanki
- Scena Plastyczna KUL
- cykl ReMIXy teatralne: Wojtek Ziemilski, Mikołaj Mikołajczyk, Monika Strzępka i Paweł Demirski, Weronika Szczawińska
- Teatr Provisorium „Lód”
- Marek Żerański, Warszawa
- Teatr Polski im. Hieronima Konieczki, Bydgoszcz
- Teatr Ósmego Dnia, Poznań
- Teatr Dramatyczny im. Jerzego Szaniawskiego, Wałbrzych
- Komuna Warszawa
- Xavier Le Roy, Francja
- Heiner Goebbels i Carmina Slovenica „When the mountain changed its clothing”, Niemcy / Słowenia
- Betontanc & Umka.LV, Słowenia
- Małe Instrumenty

Wydarzenia towarzyszące: wernisaż wystawy sztuki więziennej przygotowanej pod kierunkiem Roberta Kuśmirowskiego z udziałem osadzonych z Zakładu Karnego w Opolu Lubelskim; gala wręczenia nagrody im. prof. Zbigniewa Hołdy; spotkanie z prof. Krystyną Duniec; wykład Heinera Goebbelsa; Muzyczne Konfrontacje Nocą, Kino Konfrontacji.